# (3297) Hong Kong
(3297) Hong Kong – planetoida z głównego pasa planetoid okrążająca Słońce w ciągu 5 lat i 203 dni w średniej odległości 3,14 j.a. Została odkryta 26 listopada 1978 roku w Obserwatorium Astronomicznym Zijinshan. Nazwa planetoidy pochodzi od wyspy i miasta Hongkong. Przed nadaniem nazwy planetoida nosiła oznaczenie tymczasowe (3297) 1978 WN14.